# 蒽醌
蒽醌（Anthraquinone，化學式：C14H8O2），又音譯作安特拉歸農，是一種醌類化學物。蒽醌的複合物存在於天然，也可以人工合成。工業上，不少染料都是以蒽醌作基體；而不少有醫療功效的藥用植物，如蘆薈，都含有蒽醌複合物。例如蘆薈的凝膠當中的蒽醌複合物，有消炎、消腫、止痛、止癢及抑制細菌生長的效用，可作天然的治傷藥用。此外，利用烷基蒽醌的蒽醌法是生產雙氧水的最佳方法。

## 物理特性
蒽醌不能溶於水，但可溶於乙醇、硝基苯、苯胺和醚。在正常情況下較穩定。

## 天然來源
蒽醌可在蘆薈（Aloe）、何首烏（Fallopia multiflora）、大黃、番瀉葉（Senna）、美鼠李（Rhamnus purshiana）、真菌、地衣和昆蟲身上發現。通常以色素的形式存在，部份天然蒽醌的衍生物具導瀉作用。

## 製備
蒽醌可通过以下途径制备：
- 蒽的氧化。
- 苯与邻苯二甲酸酐在氯化铝存在下发生傅-克反应。先生成邻(苯甲酰基)苯甲酸，然后环化生成蒽醌。
- 萘醌与1,3-二烯发生狄尔斯-阿尔德反应然后氧化。
- 对苯醌与1,3-环己二烯发生环加成反应，产物经氧化后，在加热时发生逆狄尔斯-阿尔德反应放出乙烯，生成蒽醌（Rickert-Alder反应）。[1] 如图。

## 化学性质
Bally-Scholl合成(1905)：蒽醌与甘油在铜/硫酸作用下生成苯绕蒽酮。 机理是一个醌羰基先被铜还原为亚甲基，然后与甘油发生加成。
蒽醌也是制取茜素等蒽醌染料的原料。